# Thelma Salter
Thelma Salter (Los Angeles, 15 gennaio 1908 – Hollywood, 17 novembre 1953) è stata un'attrice statunitense, attiva come attrice bambina nel cinema muto dal 1913 al 1920 (tra i 5 e i 12 anni d'età).

## Biografia
Nata nel 1908 a Los Angeles, Thelma Salter debutta nel 1913 nel cinema, a soli 5 anni. Secondo le comuni convenzioni del tempo, viene inizialmente utilizzata sia in ruoli di bambino che di bambina. Segnalatasi subito per il suo talento, entra nel cast del serial cinematografico Little Billy (che ha per protagonista il piccolo Billy Jacobs), assieme ad altri attori bambini dell'epoca come Gordon Griffith, Matty Roubert e Charlotte Fitzpatrick.
Dal 1915 comincia a lavorare anche alla produzione di importanti lungometraggi con ruoli sempre più di rilievo, accanto ad attori e registi famosi. È protagonista in film come The Crab e In Slumberland, entrambi del 1917. Commentando la sua interpretazione nel secondo di questi film, la rivista "Motography" la definisce "one of the best known and most liked child actresses on the screen [who] brightens the whole with her smiles". Nel 1920 è "Becky" in Huckleberry Finn accanto Lewis Sargent (nel ruolo del protagonista) e Gordon Griffith ("Tom Sawyer"), nel primo adattamento della storia ad essere affidato ad un cast di attori bambini.
Con il sopraggiungere dell'adolescenza seguono alcuni anni di pausa. Salter torna a recitare per il cinema tra il 1926-29 ma come giovane attrice le si offrono ora solo piccole parti in cortometraggi, o ruoli non accreditati.
Ritiratasi dalla scene e sposatasi con il produttore Edward Kaufman, muore nel 1953 a 45 anni. È sepolta accanto al marito al Forest Lawn Memorial Park a Glendale (California).

## Riconoscimenti
- Young Hollywood Hall of Fame (1908-1919)

## Filmografia
- Past Redemption, regia di Burton L. King - cortometraggio (1913)
- The Sea Dog, regia di Thomas H. Ince - cortometraggio (1913)
- The Failure of Success, regia di Burton L. King - cortometraggio (1913)
- The Seal of Silence, regia di Charles Giblyn - cortometraggio (1913)
- Heart Throbs, regia di Burton L. King - cortometraggio (1913)
- Just Kids, regia di Dell Henderson - cortometraggio (1913)
- Our Children, regia di Robert Thornby - cortometraggio (1913)
- The Horse Thief, regia di Henry Lehrman - cortometraggio (1913)
- Little Billy's Triumph, regia di Robert Thornby - cortometraggio (1914)
- Little Billy's Strategy, regia di Robert Thornby - cortometraggio (1914)
- Little Billy's City Cousin, regia di Robert Thornby - cortometraggio (1914)
- Kid Love, regia di Robert Thornby - cortometraggio (1914)
- How Villains Are Made, regia di Henry Lehrman - cortometraggio (1914)
- The Race, regia di Sid Diamond e Robert Thornby - cortometraggio (1914)
- A Back Yard Theatre, regia di Sid Diamond - cortometraggio (1914)
- The Embezzler, regia di George Osborne - cortometraggio (1914)
- The Curse of Humanity, regia di Scott Sidney - cortometraggio (1914)
- The Feud at Beaver Creek, regia di George Osborne - cortometraggio (1914)
- Jim Cameron's Wife, regia di Tom Chatterton - cortometraggio (1914)
- The Defaulter, regia di Raymond B. West - cortometraggio (1914)
- No-Account Smith's Baby, regia di Richard Stanton - cortometraggio (1914)
- Test of Flame, regia di George Osborne - cortometraggio (1914)
- The Golden Goose, regia di Raymond B. West - cortometraggio (1914)
- A Flower in the Desert, regia di Scott Sidney - cortometraggio (1914)
- The Man at the Key, regia di Richard Stanton - cortometraggio (1915)
- In the Warden's Garden, regia di Charles Swickard - cortometraggio (1915)
- On the High Seas, regia di Richard Stanton - cortometraggio (1915)
- The Wells of Paradise , regia di Tom Chatterton - cortometraggio (1915)
- Satan McAllister's Heir, regia di Walter Edwards - cortometraggio (1915)
- The Alien, regia di Reginald Barker e Thomas H. Ince (1915)
- Bad Buck of Santa Ynez - cortometraggio
- The Shadowgraph Message, regia di Walter Edwards - cortometraggio (1915)
- The Disciple, regia di William S. Hart (1915)
- Matrimony, regia di Scott Sidney - cortometraggio (1915)
- The Corner, regia di Walter Edwards
- The Wasted Years, regia di Robert B. Broadwell (1916)
- The Jungle Flash Light - cortometraggio (1916)
- The Honorable Algy
- The Crab, regia di Walter Edwards (1917)
- The Last of the Ingrams, regia di Walter Edwards (1917)
- Happiness, regia di Reginald Barker (1917)
- In Slumberland regia di Irvin Willat (1917)
- The Answer
- Selfish Yates, regia di William S. Hart (1917)
- Huckleberry Finn, regia di William Desmond Taylor (1920)
- Zampe di gallina (The Kentucky Colonel), regia di William A. Seiter (1920)
- Masked Mamas - cortometraggio
- Should Sleepwalkers Marry? - cortometraggio
- Run, Girl, Run - cortometraggio
- The Beach Club - cortometraggio
- Sword Points, regia di Mark Sandrich - cortometraggio (1928)
- His Unlucky Night - cortometraggio
- Motorboat Mamas - cortometraggio
- Hubby's Weekend Trip - cortometraggio
- The Campus Vamp - cortometraggio
- Calling Hubby's Bluff - cortometraggio
- Ladies Must Eat, regia di Harry Edwards - cortometraggio (1929)
- The Nightwatchman's Mistake, regia di Harry Edwards - cortometraggio (1929)